# Noordermarkt

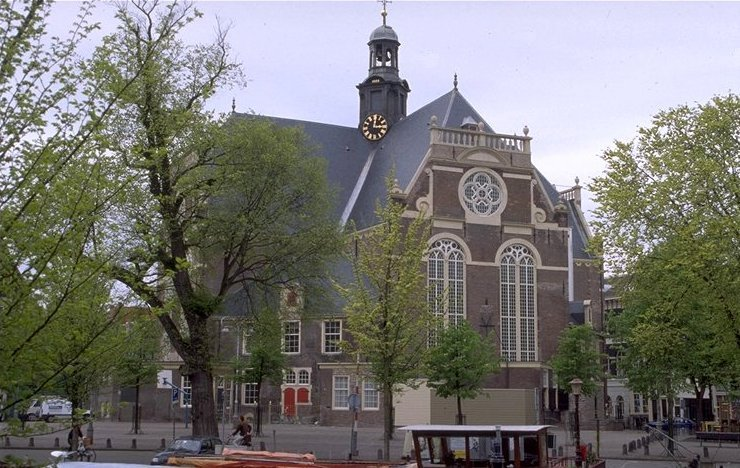
La Noorderkerk e il Noordermarkt che la circonda

Il Noordermarkt (in italiano Mercato del Nord) è una piazza che si trova nel quartiere Jordaan di Amsterdam, nei Paesi Bassi.
La piazza è costeggiata da caffetterie e ristoranti e il lunedì è popolata da un mercato cittadino mentre il sabato se ne tiene uno dedicato ai prodotti agricoli biologici. 
Il Noordermarkt risale al 1616 ed era chiamato Prinsenmarkt, dato il confine della piazza con il canale Prinsengracht. Nel 1623, dopo il completamento della chiesa Noorderkerk, la piazza prese il nome di Noordermarkt e fino al 1655 ebbe la funzione di cimitero per la vicina chiesa.
Durante la seconda guerra mondiale, gli organizzatori dello sciopero di febbraio del 1941, indetto per protestare contro le deportazioni degli ebrei da parte dei nazisti, tennero il loro primo incontro pubblico nel Noordermarkt. Questo evento è ricordato da una lapide commemorativa sulla faccia sud della chiesa.